# Трихоломопсис красивый
Трихоломо́псис краси́вый (лат. Tricholomópsis decóra) — вид грибов-базидиомицетов, входящий в род Трихоломопсис семейства Рядовковые (Tricholomataceae).

## Описание

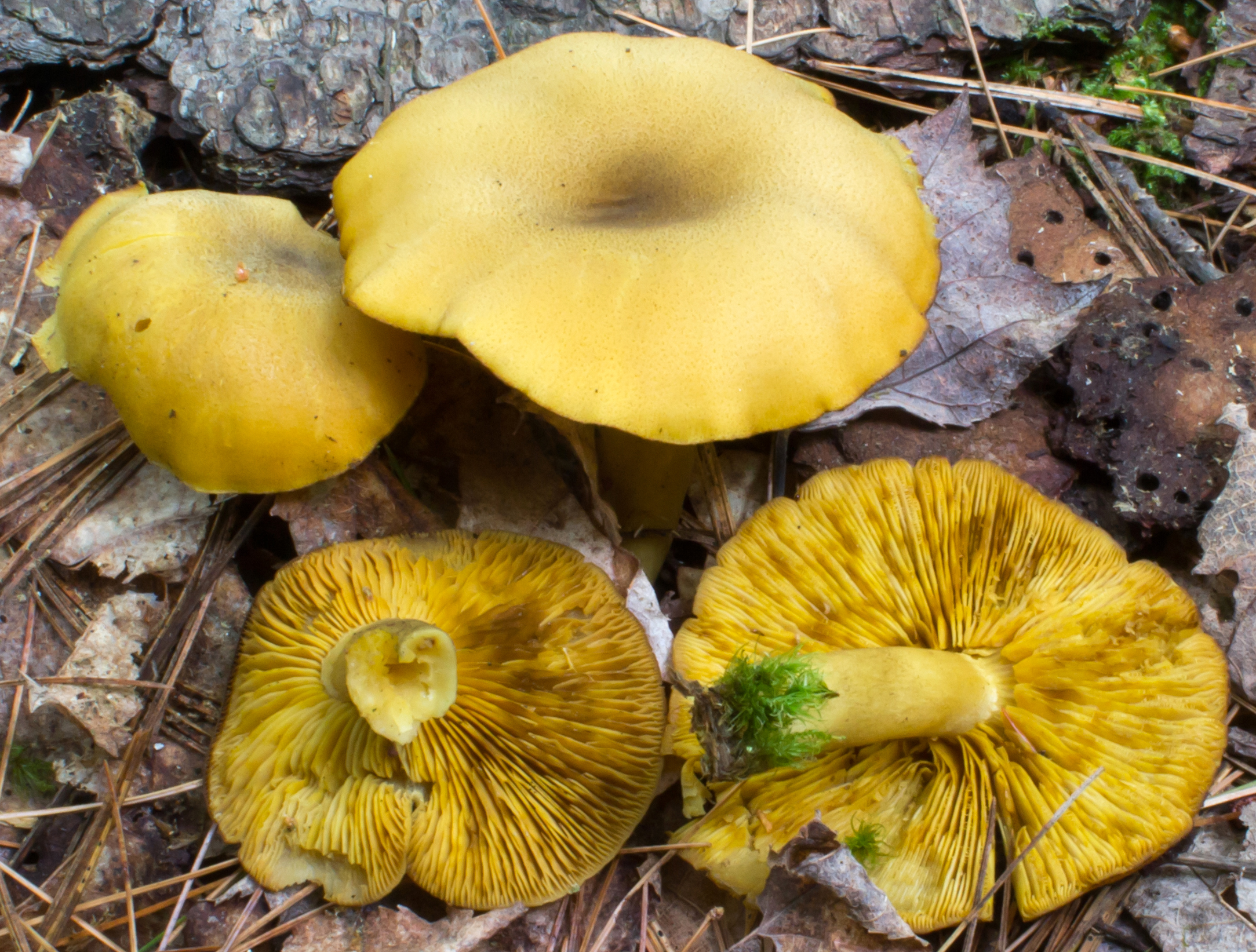

Плодовые тела шляпко-ножечные, правильные, средних размеров, трихоломатоидные. Шляпка 4—6 см в диаметре, выпуклая, затем плоско-выпуклая и уплощённая, в центре с небольшим понижением, редко с бугорком, с прямым краем. Поверхность сухая, жёлтая, в центре жёлто-коричневая, покрытая более тёмными мелкими оттопыренными чешуйками.
Ножка центральная, цилиндрическая, нередко изогнутая, 5—8 см длиной, ярко-жёлтая, вросшеволокнистая.
Пластинки довольно редкие, с пластиночками, выемчато-приросшие к ножке, ярко-жёлтые, с едва пильчатым более тёмным краем.
Мякоть жёлтая, под кожицей шляпки жёлто-коричневая, без особого запаха, с пресным вкусом.
Споровый отпечаток белый. Споры 7—9×4,5—6 мкм, широкоэллиптические до продолговатых. Базидии четырёхспоровые, 17—30×7—10 мкм. Хейлоцистиды булавовидные или бутылковидные, 40—90 мкм длиной.
Пищевые качества изучены недостаточно. Иногда называется съедобным грибом, но чаще — несъедобным или неопределённых токсических свойств.

## Экология и ареал
Широко распространённый в Евразии и Северной Америке вид, везде встречающийся довольно редко.
Встречается на древесине различных хвойных деревьев, вызывая белую гниль.

## Синонимы
- Agaricus decorus Fr., 1821basionym
- Clitocybe decora (Fr.) Gillet, 1874
- Cortinellus decorus (Fr.) P.Karst., 1879
- Dendrosarcus decorus (Fr.) Kuntze, 1898
- Gyrophila decora (Fr.) Quél., 1886
- Pleurotus decorus (Fr.) Sacc., 1887
- Tricholoma decorum (Fr.) Quél., 1883
- Tricholoma rutilans var. decorum (Fr.) Maire, 1916